# Henry Bickersteth (1er baron Langdale)
Henry Bickersteth, 1er baron Langdale, (18 juin 1783 - 18 avril 1851) est un réformateur du droit anglais et maître des rôles. 

## Biographie
Il est né le 18 juin 1783 à Kirkby Lonsdale, trois ans avant son frère Edward Bickersteth (prêtre) . 
Sur les conseils de son oncle, Robert Batty, en octobre 1801, il se rend à Édimbourg pour y poursuivre ses études de médecine. L'année suivante, il est rappelé à la maison pour prendre le cabinet de son père pendant son absence temporaire. Détestant l'idée de s'installer comme médecin généraliste, le jeune Bickersteth décide de devenir un médecin londonien. En vue de l'obtention d'un diplôme de médecine, il s'inscrit le 22 juin 1802 au Gonville and Caius College, à Cambridge, et le 27 octobre de la même année, il est élu membre de la fondation Hewitt. En raison de son travail intensif, son état de santé s'est détérioré après son premier trimestre. 
Un changement de lieu étant jugé nécessaire pour assurer son rétablissement, il obtient, par l'intermédiaire du Dr Batty, le poste de préposé médical d'Edward Harley (5e comte d'Oxford), qui est alors en tournée en Italie. Après son retour du continent, il continue avec le comte d’Oxford jusqu’en 1805, date de son retour à Cambridge. À ce moment-là, il veut entrer dans l'armée, mais ses parents désapprouvent la décision. Après trois ans, il obtient le Prix Smith de sa promotion (1808), parmi laquelle se trouvent Miles Bland, Charles James Blomfield et Adam Sedgwick. Il est diplômé de Gonville et Caius College, Cambridge en 1808 et après la formation en tant que médecin comme son père, il se tourne vers les études juridiques . Le 8 avril 1808, il est admis au Inner Temple comme étudiant et, au début de 1810, est élève de John Bell et est admis au barreau le 22 novembre 1811. 
Il devient conseil du roi en 1827 et, en 1836, il devient membre du Conseil privé, nommé maître des rôles et obtient une pairie, qu'il accepte à condition de pouvoir se concentrer sur la réforme du droit et de rester indépendant sur le plan politique. Il est créé baron Langdale, de Langdale dans le comté de Westmoreland, le 23 janvier 1836. 
Il est déterminé à ce que le gouvernement fournisse un bureau des archives publiques adéquat et devient connu comme le "père de la réforme de l'enregistrement". En tant que maître des rôles, il est en réalité le gardien des archives publiques. Après la Public Records Act de 1838, lui et son adjoint, Francis Palgrave, directeur du bureau à plein temps, commencent à organiser le transfert des papiers d'État de la tour de Londres, de la Salle capitulaire de Abbaye de Westminster et ailleurs en un seul endroit . 
En 1850, des problèmes de santé le contraignent à refuser de devenir Lord grand chancelier et il meurt l'année suivante, le 18 avril 1851, à Tunbridge Wells. 

## Famille

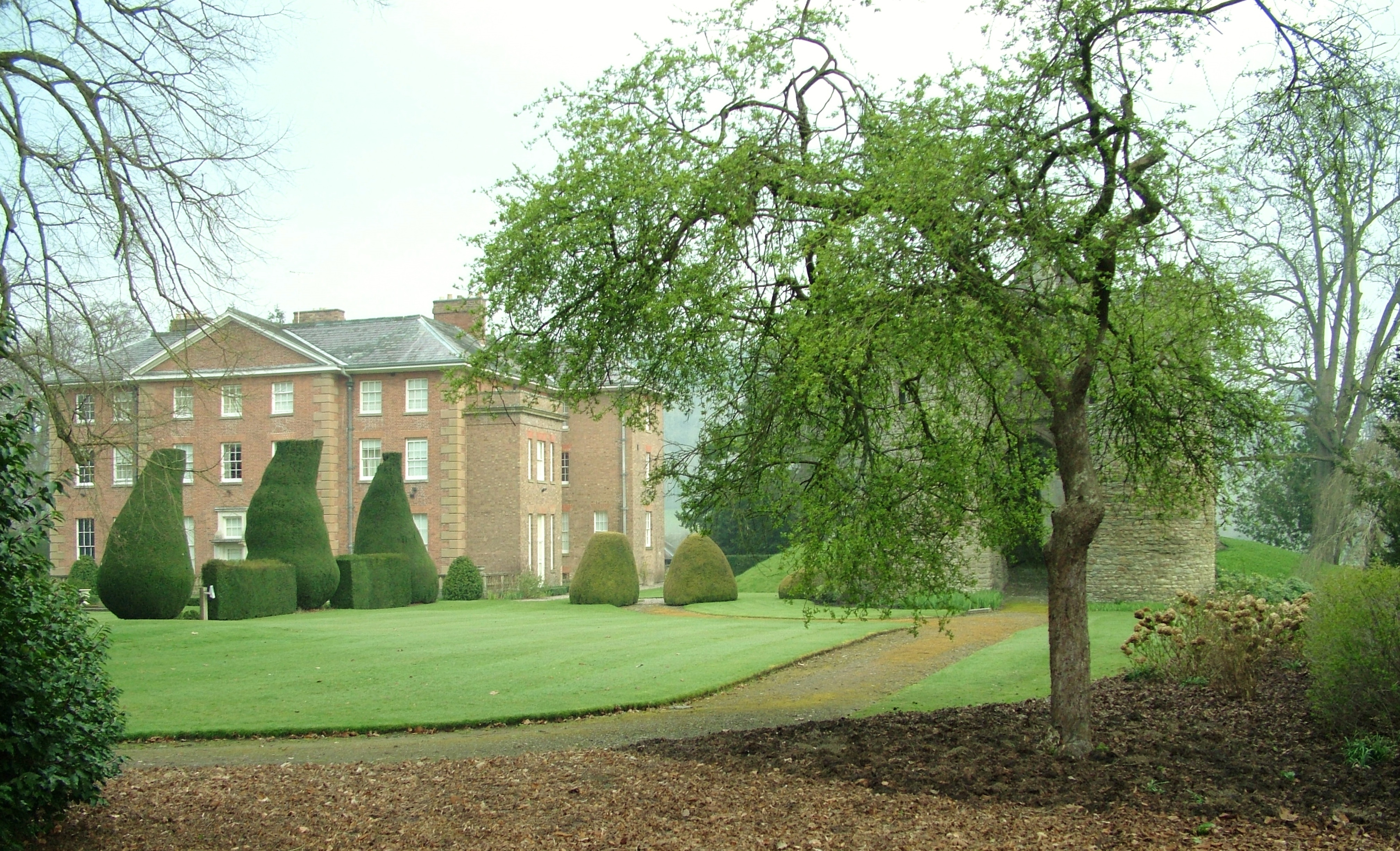
Brampton Bryan Hall et Castle

Il épouse le 17 août 1835, Lady Jane Elizabeth Harley, fille de Edward Harley (5e comte d'Oxford), à St. James, Paddington, Londres. Ils ont une fille, Jane Frances, baptisée le 12 mars 1837 à Londres . 
En 1853, à la mort du frère de sa femme, Alfred Harley (6e comte d'Oxford), ils héritent du siège de famille de Brampton Bryan Hall dans le Herefordshire. À la mort de sa femme en 1872, il passe à un parent éloigné, William Daker Harley. 